# 周南公立大学
周南公立大学（しゅうなんこうりつだいがく、英語: Shunan University）は、山口県周南市にある公立大学。公立大学法人周南公立大学により運営されている。

## 概要
徳山大学（とくやまだいがく）の名称で1971年に私立大学として開学。当初は学校法人中央学院が運営していたが、文部省（当時）の行政指導により、中央学院大学とは別の大学として開設された。
その後、学校法人中央学院は経営が悪化し、出光興産を始めとする地元財界の寄付で新たに「学校法人徳山教育財団」が設立され、同財団に徳山大学の学校運営が移管された。
2021年8月に「地域政策課題の解決、地域経済の活性化、人材の育成・定着、まちの賑わいの創出など、大学を生かしたまちづくりにより、周南市ならではの人口減少対策、地方創生が期待できる」「市民の地域活動や生涯学習の充実に寄与する」ことを目的として、周南市議会において徳山大学の公立化（周南市の設立する公立大学法人への運営移管）が議決された。
2021年12月に山口県知事から公立大学法人周南公立大学の設立認可を、さらに同日付で文部科学大臣から「徳山大学の設置者変更」の認可を受けた。2022年4月、徳山大学は公立に移管され、現校名へと改称した。
私立大学が公立化された例としては、山口県内では山陽小野田市に所在する山陽小野田市立山口東京理科大学（2016年に学校法人東京理科大学から運営移管し公立大学化）に次ぐ事例となった。

### 建学の精神
公正な社会観と正しい倫理観の確立を基に知識とともに魂の教育を重視する大学を目指す

### 校章・ロゴ
校章とロゴがある。校章には周南市の花であるサルビアの絵があしらわれている。
ロゴマークはSを表現したもの。
スクールカラーはブルーグリーン。

## 沿革
- 1969年11月　徳山市議会（当時）において学校法人中央学院による大学誘致を決議。
- 1971年4月　学校法人中央学院徳山大学が開学。経済学部経済学科を開設（定員200名）。
  - 大学誘致を推進した当時の徳山市長である高村坂彦が、衆議院議員時代に知己であった大平正芳が理事長、湯村栄一が学長をそれぞれ務める学校法人中央学院に進出を持ちかけたとされる。当初は「中央学院大学経済学部（徳山校舎）」として開設する計画であったが、「大学の距離が離れすぎており、同一大学としての設立認可は困難」という文部省（当時）の行政指導により、中央学院大学とは別の大学として開設された。
- 1974年4月 学校法人徳山教育財団設立。
  - 学校法人中央学院の経営悪化に伴い、出光興産を始めとする地元財界の寄付で新たに「学校法人徳山教育財団」を設立し、同財団に徳山大学の大学運営を移管した。
- 1976年4月 経済学部経営学科を開設（定員100名）。
- 1983年4月 経済学科（300名）・経営学科（150名）定員増。
- 1987年4月 徳山女子短期大学を開学。経営情報学科を開設（定員100名）。
- 1990年4月 徳山女子短期大学経営情報学科（150名）定員増。
- 2003年4月 福祉情報学部福祉情報学科を開設（定員100名）。経済学科（200名）・経営学科（100名）定員減。
- 2004年3月 徳山女子短期大学を閉学。
- 2005年4月 経営学科をビジネス戦略学科に改編。
- 2007年4月 経済学科を現代経済学科に改組。
- 2009年4月 現代経済学科（80名）・ビジネス戦略学科（150名）・福祉情報学科（70名）定員変更。
- 2012年4月 福祉情報学科を人間コミュニケーション学科に改組。人間コミュニケーション学科（60名）定員減。
- 2013年4月 人間コミュニケーション学科（50名）定員減。
- 2021年8月 周南市議会において本大学の公立化が可決される[3]
- 2022年4月 「公立大学法人 周南公立大学」に改称。
- 2023年9月台湾の国立台南大学と国際交流協定、交換留学生協定を締結。
- 2024年4月 学部改組により、経済経営学部、人間健康科学部、情報科学部の３学部体制となる。

## 学部
- 経済学部（2024年4月学生募集停止）
  - 現代経済学科
    - 現代経済コース
    - コミュニティ経済コース
    - ファイナンスコース

  - ビジネス戦略学科
    - 経営コース
    - 知財開発コース
    - スポーツマネジメントコース
- 福祉情報学部（2024年4月学生募集停止）
  - 人間コミュニケーション学科
    - 社会福祉コース
      - 社会福祉専攻
      - 介護福祉専攻
      - 生涯スポーツ専攻

    - 情報コミュニケーションコース
      - メディア情報専攻
      - 心理学専攻
- 人間健康科学部（2024年4月開設）
  - スポーツ健康科学科
    - 健康運動プログラム
    - アスリートサポートプログラム
    - スポーツマネジメントプログラム

  - 看護学科
  - 福祉学科
    - 社会福祉・子どもプログラム
    - 社会福祉・シニアプログラム
    - 社会福祉・地域プログラム
- 情報科学部（2024年4月開設）
  - 情報科学科
    - ビジネスアナリティクスプログラム
    - データサイエンスプログラム
    - 情報エンジニアリングプログラム
- 経済経営学部 (2024年4月再編開設)
  - 経済経営学科

## 交通アクセス
- 西日本旅客鉄道（JR西日本）徳山駅（山陽本線・岩徳線）より防長バス徳山高専行に乗車、「周南公立大学前」バス停で下車して徒歩ですぐ。久米温泉口行き、イオンタウン周南久米行き・高尾団地経由下松駅北口行きに乗車、「大学高専下」バス停で下車徒歩5分
- 山陽自動車道徳山東ICより車で5分

## 部活動
硬式野球部とサッカー部の存在が全国的に知られている。
硬式野球部は1974年創部、1980年から中国地区大学野球連盟1部に加盟し、リーグ最多の28回の優勝を誇る。明治神宮野球大会・全日本大学野球選手権大会など全国大会には21回の出場を数える（最高ベスト8）。
サッカー部は天皇杯全日本サッカー選手権大会に山口県代表として3回出場、総理大臣杯全日本大学サッカートーナメント（6回）、全日本大学サッカー選手権大会（1回）の出場経歴を持つ。
陸上競技部は1992年から連続15回、通算で26回の全日本大学駅伝対校選手権大会出場（最高11位）、出雲全日本大学選抜駅伝競走には通算10回（最高9位）の出場を数える。
アーチェリー部は全日本学生アーチェリー王座決定戦連続出場という経歴を持つ。(最高3位　2012年度、2019年度)

## 主な関係者
- 高田隆 - 理事長・学長
- 長澤雅彦 - 経済経営学部教授
- なかはらかぜ - 経済学部特任教授
- 菅原浩志 - 客員教授
- 弘兼憲史 - 客員教授

## 著名な出身者

### 野球
- 飯田宏行 - 元プロ野球選手、広島東洋カープ、硬式野球部前監督
- 井戸伸年 - 元プロ野球選手、大阪近鉄バファローズ、オリックス・バファローズ
- 高宮和也 - 元プロ野球選手、阪神タイガース
- 田中明 - 元社会人野球選手、一光
- 中熊大智 - 元プロ野球選手、埼玉西武ライオンズ

### サッカー
- 利根瑠偉 - サッカー選手、FC大阪所属
- 藤武剛 - サッカー選手、テゲバジャーロ宮崎所属
- 山本駿亮 - サッカー選手、レノファ山口FC所属
- 酒井達磨 - サッカー選手、奈良クラブ所属

### プロレス
- SHO - プロレスラー、新日本プロレス所属
- バッドラック・ファレ - プロレスラー、新日本プロレスリング所属、元ラグビー選手
- マイバッハ谷口 - プロレスラー、プロレスリング・ノア所属

### その他
- 羽地政義 - 長崎文化放送(NCC)アナウンサー、元サッカー部

## 系列
- 徳山女子短期大学（2004年3月閉校）

## 協定校
- 神戸親和女子大学
- 放送大学[4]
- 国際交流協定
- 国立台南大学